# Abdullahi dan Fodio
Abdullahi dan Fodio oder ʿAbdallāh ibn Muhammad Fūdī (arabisch عبد الله بن محمد فودي, DMG ʿAbdallāh ibn Muḥammad Fūdī; * 1766 oder 1767 in Gobir; † 8. Juli 1829 in Gwandu) war der Bruder und Wesir des Kalifen Uthman dan Fodio. Abdullahi führte zunächst mit seinem Bruder einen erfolgreichen Dschihad gegen die Hausastaaten im Norden des heutigen Nigeria. Nachdem er seinem Bruder Uthman den Treueid geleistet hatte, ernannte ihn jener zum Wesir und Hauptverwalter der westlichen Territorien des von ihm gegründeten Reiches. Abdullahi, der sich in den letzten Lebensjahren nach Gwandu zurückzog, gilt damit auch als der erste Emir von Gwandu, obwohl er selbst nie den Emir-Titel für sich in Anspruch nahm. In den arabischen Texten aus Sokoto wird er üblicherweise als al-Ustādh tituliert.
Mit seinen zahlreichen Werken zur Sufik, islamischen Staatslehre, arabischen Grammatik und Morphologie sowie mit seinen Qasīden über die im Dschihad errungene Siege war Abdullahi dan Fodio außerdem einer der produktivsten arabischsprachigen Autoren der zentralen Sudanzone im 19. Jahrhundert. Darüber hinaus gibt es Überlieferungen zu rechtlichen Fragen, bei denen Abdullahi eine von seinem Bruder abweichende Auffassung vertrat.

## Leben

### Herkunft und frühe Jahre
Abdullahi stammte aus dem Torodi-Clan der Fulani und war ein direkter Nachkomme von Mūsā Dschukulla, der im 16. Jahrhundert die Torodi aus dem Gebiet des Futa Toro im Senegal westwärts in das Gebiet von Birni-N’Konni geführt hatte. Er gehörte einer Familie an, in der die islamische Gelehrsamkeit eine lange Tradition hatte. Sein Vater wurde Foduye (daher Abdullahis Patronym Fodio) genannt, ein Begriff, mit dem man im Fulfulde islamische Rechtsgelehrte oder auch allgemein gelehrte Männer bezeichnete.
Abdullahi wurde 1766/67 in dem Dorf Maganimi in Gobir geboren. Seine erste Ausbildung erhielt er bei seinem Vater und seinem Bruder Uthman, der zwölf Jahre älter war als er und ihn in ein breites Spektrum islamischer Wissenschaften einführte, darunter auch malikitisches Fiqh. Abdullahi studierte auch bei mehreren seiner Onkel, darunter Muhammad Rādschī und ʿAbdallāh ibn Muhammad Sambo. In seinem Werk Īdāʿ an-nusūḫ bietet Abdullahi einen vollständigen Bericht über seine Ausbildung und nennt die Scheiche, bei denen er lernte. Dazu gehören auch mehrere lokale Gelehrte, von denen man sonst kaum etwas weiß. Etwas bekannter war lediglich Dschibrīl ibn ʿUmar, bei dem Abdullahi Usūl al-fiqh studierte.
Später begleitete Abdullahi seinen Bruder auf dessen Predigtreisen durch die Hausastaaten von Gobir und Zamfara. In Zamfara hielten sie sich von 1786 bis 1792 auf. Als in Daura ein Gelehrter aus Bornu namens Mustafā al-Gwānī sie in einem Gedicht beschuldigte, bei ihren Predigten eine Geschlechtervermischung zu dulden, weil sowohl Männer als auch Frauen ihnen zuhörten, trug Uthman seinem Bruder Abdullahi auf, die Verteidigung zu übernehmen. In seiner Antwort, ebenfalls in Versen, betonte Abdullahi die Notwendigkeit der Unterweisung der ungebildeten Massen in den Grundlagen der islamischen Religion und argumentierte, dass zur Erreichung dieses Ziels eine Vermischung der Geschlechter in Kauf genommen werden dürfe.

### Als Wesir seines Bruders Uthman
Im Jahre 1804 war Abdullahi der erste, der seinem Bruder den Treueid als Sarkin Musulmi („Befehlshaber der Muslime“) leistete. In dem gleichzeitig beginnenden Dschihad gegen die Hausa fungierte er als einer von Uthmans Militärführern und Wesiren, während Uthman selbst nur wenig militärisches Können zeigte. Zu seinen größten militärischen Erfolgen gehörte die Einnahme von 20 Städten und Festungen auf dem Gebiet von Kebbi. Darüber hinaus feierte Abdullahi die errungenen Siege seines Bruders und betrauerte die gefallenen Kämpfer in Qasīden, womit er zum wichtigsten Dichter des Dschihad der Fulbe wurde. Diese Gedichte stellte er später in seinem Werk Tazyīn al-waraqāt zusammen.
Während Uthman Übertretungen der Scharia durch die Dschihad-Kämpfer häufig durchgehen ließ, um die Einheit der Gemeinschaft zu bewahren, war Abdullahi weniger zu Kompromissen bereit. Aufgrund dessen kam es immer wieder zu Differenzen zwischen ihm und seinem Bruder. Im Oktober 1807 war Abdullahi so verzagt über das Verhalten der Dschihad-Kämpfer, dass er den Entschluss fasste, die Dschihad-Armee, die gerade gegen Alkalawa, die Hauptstadt von Gobir, marschierte, zu verlassen und sich nach Medina zurückzuziehen. Er kam jedoch nur bis nach Kano, weil die dortige Gemeinschaft der Muslime darauf bestand, dass er bei ihnen blieb, um sie in den islamischen Gesetzen zu unterweisen. Auf ihren Wunsch fasste er sein Werk Ḍiyāʾ al-ḥukkām ab, in dem er die Regeln für den Dschihad und eine Scharia-konforme Staatsführung zusammenfasste.
Wenig später teilte Uthman seine Eroberungen zwischen seinem Sohn Muhammad Bello und Abdullahi auf. Während ersterer für die östlichen Teile des Reiches zuständig war, wurde Abdullahi zum Verwalter der westlichen Reichsgebiete. Uthman dagegen zog sich nach Sifawa zurück, um dort religiösen Studien nachzugehen. Abdullahi erbaute als neues Hauptquartier für seine Truppen die Stadt Bodinga in der Nähe von Sifawa, um seinem Bruder möglichst nahe zu sein. Von Bodinga aus führte er eine Anzahl von erfolgreichen Feldzügen, bis er um 1810 den größten Teil von Kebbi unter seine Kontrolle gebracht und Loyalitätsbekundungen aus Nupe, Ilorin, Yauri, Gurma, Arewa und Zabarma erhalten hatte. Sein Herrschaftsgebiet schloss auch so ferne Gebiete wie Liptako und theoretisch sogar Massina ein. Nach dem Ende des Dschihad im Jahre 1811 begann Abdullahi eine intensive Phase literarischer Tätigkeit, in der er die meisten seiner Werke verfasste.

### Nach dem Tod von Uthman dan Fodio
Als im Jahre 1817 Uthman starb, ohne vorher einen Nachfolger ausgerufen zu haben, hoffte Abdullahi, die Nachfolge antreten zu können, weil nach dem Fulani-Brauch die Thronfolge nicht an den Sohn, sondern an den Bruder ging. Er eilte deswegen nach dem 14 Meilen entfernten Sokoto, musste jedoch feststellen, dass Bello schon zum Sarkin Musulmi ausgerufen worden war und die Tore der Stadt versperrt waren. Gekränkt zog er sich nach Gwandu zurück. Bei seiner Ankunft stellte er fest, dass sich die benachbarte Stadt Kalembena unter dem Rebellen ʿAbd as-Salām gegen ihn auflehnte, um aus seiner schwachen Position Profit zu ziehen. In dieser Situation kam ihm Bello zu Hilfe. Zusammen schlugen sie den Aufstand 1818 nieder. Auf diese Weise kam es zu einer Versöhnung der beiden Männer. Abdullahi erkannte die Herrschaft Muhammad Bellos an und behielt im Gegenzug die westlichen Landesteile.
In der Folgezeit überließ Abdullahi die politischen Geschäfte stärker seinem Sohn Muhamman und seinem Neffen Bukhari, während er sich selbst zurückzog und ein Gelehrtenleben führte. Er selbst nahm niemals den Emirstitel an, sondern zog es vor, als Mallam (von arab. muʿallim „Lehrer“) tituliert zu werden.
Die Moscheen von Abdullahi in Birnin Kebbi und Gwandu und sein Grab in Gwandu sind wichtige Denkmäler der religiösen Architektur der Fulani.

## Werke
Es folgt eine Auswahl von Abdullahīs Werken in der Reihenfolge ihrer Abfassung (Nummerierung und inhaltliche Beschreibung nach Hunwick 1995):
- Sirāǧ ǧāmiʿ al-Buḫārī (Februar 1798), Gedicht über die Komposition, Anordnung und die technischen Aspekte des Sahīh al-Buchārī, gestützt auf die Einführung von Ibn Hadschar al-ʿAsqalānī zu seinem Kommentar Fatḥ al-Bārī (Nr. 76).
- Ḍauʾ al-muṣallī (1798/99), Gedicht über das rituelle Gebet, das mehrfach gedruckt wurde (Nr. 11).
- Alfīyat al-uṣūl wa-bināʾ al-furūʿ ʿalai-hā (26. Juni 1800), Lehrgedicht über die Usūl al-fiqh und die Ableitung der praktischen Rechtsanwendungen daraus (Nr. 5). Das Buch wurde 1961 in Kairo und 1981 in Sokoto gedruckt.
- At-Taqrīb fī ʿilm al-auliyāʾ ahl aḏ-ḏauq (12. Dezember 1806), Übersetzung eine Fulfulde-Werk seines Bruders über die Gottesfreunde (Nr. 84).
- Ḍiyāʾ l-ḥukkām fīmā la-hum wa-ʿalai-him min al-aḥkām (1807), systematische Abhandlung zur islamischen Staatslehre (Nr. 18). Das Werk wurde mehrfach in Kairo, Beirut und Nigeria gedruckt und auch ins Hausa übersetzt.
- Ǧaudat as-saʿāda (1809/1810), Ermahnung an Väter, ihre Söhne, Frauen und Sklaven zu erziehen (Nr. 38).
- Ḍiyāʾ ūlī l-amr wa-l-muǧāhidīn fī sīrat an-Nabī wa-l-ḫulafāʾ ar-rāšidīn (8. Februar 1810), Darstellung des Lebens des Propheten Mohammed und der rechtgeleiteten Kalifen für die Herrschenden und Dschihad-Kämpfer (Nr. 27). Muḥammad Ṭan Iġī [u. a.], Sokoto, 1991.
- Ḍiyāʾ al-muǧāhidīn ḥumāt ad-dīn ar-rāšidīn (10. August 1811), Epitome (Auszug) aus dem Werk Mašāriʿ al-ašwāq ilā maṣāriʿ al-ʿuššāq von Ibn an-Nahhās ad-Dimašqī (gest. 1411) über die Fadā'il des Dschihad (Nr. 21).
- Kaff al-iḫwān ʿan at-taʿarruḍ bi-l-inkār ʿalā ahl al-īmān (15. Oktober 1811), Ermahnung an Schüler, die seine Lehren fehlinterpretiert hatten, sich ihm nicht zu widersetzen (Nr. 39).
- Ḍiyāʾ al-umma fī adillat al-aʾimma (1811/12) Abhandlung zu den Usūl al-fiqh (Nr. 30). Das Werk wurde 1991 in Kairo gedruckt.
- Ḍiyāʾ as-sulṭān wa-ġairi-hī min al-iḫwān fī ahamm mā yuṭlabu ʿilmu-hū fī umūr az-zamān (19. Januar 1812), Fürstenspiegel auf der Grundlage von jeweils zwei Werken von al-Maghīlī und Uthmān Dan Fodiye (Nr. 25).
- Īdāʿ an-nusūḫ man aḫaḏtū min aš-šuyūḫ (7. Oktober 1812), Liste der Scheiche, bei denen Abdullahi Unterricht erhielt, mit Angaben über den Inhalt ihres Unterrichts (Nr. 37). Das Werk wurde 1957 von Mervyn Hiskett ediert und ins Englische übersetzt.[16]
- Tazyīn al-waraqāt bi-ǧamʿ mā lī min al-abyāt (14. Oktober 1813), ein Bericht über den Dschihad der Fulbe nach Vorbild der Maghāzī-Werke, der mit eigenen Gedichten Abdullahis angereichert ist (Nr. 87). Eine Handschrift des Werks wird in der Universitätsbibliothek Leipzig aufbewahrt (Link zum Digitalisat). Das Werk wurde von Mervyn Hiskett ediert und ins Englische übersetzt (Ibadan Univ. Press, Ibadan 1963). Eine ausschnittsweise Übersetzung des Textes ins Deutsche lieferte A. Brass in seinem Artikel: „Eine neue Quelle zur Geschichte des Fulreiches Sokoto“ in Der Islam 10 (1920) 1-73.
- Ḍiyāʾ as-sanad (1813), Gedicht, in dem Abdullahi die Überliefererkette aufführt, über die er seine Kenntnisse zu Koran, Hadith, Fiqh und Sufik erhalten hat. Die Kette führt über Dschibrīl ibn ʿUmar zu Murtadā az-Zabīdī (gest. 1791) und schließt dann an dessen Überliefererketten an (Nr. 24).
- Ḍiyāʾ at-taʾwīl fī maʿānī at-tanzīl zweibändiger Korankommentar (Nr. 26). Den ersten Band schloss Abdullahi am 2. September 1815 ab, den zweiten Band am 10. Juli 1816. Ein Druck des Werkes erschien 1961 in Kairo.
- Sabīl as-Salāma fī l-imāma (17. Mai 1817), Abhandlung über das Kalifat auf der Grundlage von as-Suyūtīs Geschichte der Kalifen (Nr. 72). Das Werk, das Abdullahi unmittelbar nach dem Tod seines Bruders Uthman abfasste, diente wahrscheinlich der Legitimierung seines Anspruchs auf die Nachfolge.
- Bayān al-arkān wa-š-šurūṭ li-ṭ-ṭarīqa aṣ-ṣūfīya wa-talqīn al-asmāʾ as-sabʿ ʿalā ṭarīqat as-sādāt al-Ḫalwatīya (nach 1817) Abhandlung über die Sufik, in der Abdullahi die Silsila für seine Affiliation zum Chalwatīya-Orden gibt (Nr. 9).
- Kitāb an-Nasab (nach 1817), Werk über den Ursprung der Fulani und ihre Wanderung aus dem Futa Toro in das Hausaland (Nr. 45).
- Ḍiyāʾ as-siyāsāt wa-l-fatāwī wa-n-nawāzil mimmā huwa min furūʿ ad-dīn min al-masā'il (29. März 1820), staats- und rechtswissenschaftliches Werk (Nr. 25a). Druckedition von Aḥmad Muḥammad Kānī. Az-Zahrāʾ li-l-iʿlām al-ʿArabī, Kairo, 1988,  Digitalisat. Das Werk umfasst zwei Kapitel und einen Schlussteil. Im ersten, relativ kurzen Kapitel behandelt Abdullahi die Voraussetzungen Scharia-gemäßer Politik (siyāsa šarʿīya). Im zweiten, erheblich längeren Kapitel präsentiert er Fatwas malikitischer Gelehrter zu verschiedenen religiösen Fragen, so zur  rituellen Reinheit, zu den Angelegenheiten der Moscheen und dem Adhān, zum Imamat des Gebets usw. Der abschließende Teil befasst sich mit verschiedenen Fragen der Sufik.[17]
- Al-Baḥr al-muḥīṭ (1821/22), Abhandlung über arabische Grammatik (Nr. 8).
- Dawāʾ al-waswās wa-l-ġafalāt fī ṣ-ṣalāt wa-qirāʾāt al-Qurʾān wa-daʿawāt (17. August 1826), über die Konzentration beim Gebet, bei der Rezitation des Korans und den Bittgebeten (Nr. 12).
- Dirʾ al-kaiʾa fī haiǧāʾ ʿilm al-haiʾa (25. Mai 1827), Abhandlung über koranische Kosmologie und Meteorologie auf Grundlage von as-Suyūtīs Werk al-Haiʾa as-sanīya (Nr. 13).
- Ḍiyāʾ al-qawāʿid wa-naṯr al-fawāʾid li-ahl al-maqāṣid (24. Februar 1828), Abhandlung über die verschiedenen Stationen auf dem sufischen Weg der Selbstvervollkommnung (Nr. 23).
- Aḫlāq al-Muṣṭafā (1828/29), über die guten Charaktereigenschaften Mohammeds (Hunwick Nr. 3).

Darüber hinaus verfasste Abdullahi auch einzelne Gedichte auf Hausa.

## Differenzen mit Uthman dan Fodio
Obwohl Abdullahi seinen älteren Bruder Uthman als seinen früheren Lehrer und als Herrscher respektierte, hat er doch immer wieder deutlich seine Differenzen mit ihm in rechtlichen Fragen zum Ausdruck gebracht. ʿAbd al-Qādir ibn al-Mustafā, ein Enkel von Uthman dan Fodio, der auch mit Heinrich Barth zusammentraf, verfasste ein Werk über diese rechtlichen Fragen (masāʾil). Insgesamt soll es sechs bedeutende Fragen gegeben haben, bei denen Abdullahi eine andere Position vertrat als sein Bruder:
1. Anders als er hielt Abdullahi die Verwendung des Königstitels (arab. malik) bei muslimischen Herrschern für unzulässig, weil es seiner Auffassung nach ein nicht-islamischer Titel war.[19]
2. Anders als Uthman, der die Verwendung von Musikinstrumenten für zulässig hielt, verbot Abdullahi ihre Verwendung und hielt diejenigen, die dieses Verbot nicht beachteten, für Sünder.[20]
3. Während Uthman es für zulässig hielt, bei Raubzügen erbeuteten Gold- und Silberschmuck für kurze Zeit zu tragen, um damit seinen Dank für die von Gott erfahrene Wohltat zu demonstrieren, hielt Abdullahi diese Praxis für unzulässig.[21] Die Differenz über diese Frage trat zum ersten Mal 1808 nach der Einnahme von Alkalawa, der Hauptstadt von Gobir, auf, als sich Dschihad-Kämpfer kurze Zeit von den Hausa-Königen erbeutete Kleidung anzogen, die mit Gold und Silber verziert war.[22]
4. Während Uthman es für zulässig hielt, dass sich Amtsträger des Staates wie Imame und Qādīs mit Prunk umgaben und elegante Kleidung trugen, wie es für ihresgleichen in den eroberten Gebieten üblich war, und meinte, dass sie dadurch den Respekt der Bevölkerung gewinnen könnten, hielt Abdullahi dies für eine unzulässige Anpassung an die Sitten der Ungläubigen.[23]
5. Während Uthman muslimische Gelehrte, die den Hausa-Herrschern gegenüber loyal blieben, für Ungläubige hielt, weil sie mit seiner Ansicht nach ungläubigen Herrschern zusammenarbeiteten, meinte Abdullahi, dass man diese Gelehrten nur als Sünder bezeichnen könne, nicht aber als Ungläubige.[24]
6. Die sechste Differenz betraf den Status der Güter, die während und nach der Eroberung von Alkalawa von den Ungläubigen erbeutet worden waren.[25]